# Reftele socken
Reftele socken i Småland ingick i Västbo härad i Finnveden, ingår sedan 1974 i Gislaveds kommun i Jönköpings län och motsvarar från 2016 Reftele distrikt.
Socknens areal är 153,00 kvadratkilometer, varav land 150,47. År 2000 fanns här 2 066 invånare. Tätorten Reftele med sockenkyrkan Reftele kyrka ligger i socknen. 

## Administrativ historik
Reftele socken har medeltida ursprung. På 1500-talet införlivades Väcklinge socken.
Vid kommunreformen 1862 övergick socknens ansvar för de kyrkliga frågorna till Reftele församling och för de borgerliga frågorna till Reftele landskommun.  Landskommunen utökades 1952 och uppgick 1974 i Gislaveds kommun. Församlingen uppgick 2014 i Västbo S:t Sigfrids församling.
1 januari 2016 inrättades distriktet Reftele, med samma omfattning som församlingen hade 1999/2000. 
Socknen har tillhört samma fögderier och domsagor som Västbo härad. De indelta soldaterna tillhörde Jönköpings regemente, Norra Västbo kompani och Smålands grenadjärkår, Jönköpings kompani.

## Geografi och natur
Reftele socken genomkorsas, i öst-västlig riktning, av länsväg 153. I nordost, i höjd med Trollabergen, tangerar socknen riksväg 27. Området genomkorsas även av järnvägen Halmstadsbanan med järnvägsstation i Reftele. Området är beläget mellan Värnamo och Smålandsstenar och nordväst om sjön Bolmen. Socknen har gles skogsbygd. vilken genomkorsas av dalgångsbygder av flack och öppen natur. I nordväst genomflytes Reftele socken av Nissan. I norr ligger de vidsträckta mossmarkerna Risamossen samt Ysnömossen. Här ligger även den gamla Nennesmo kronopark och byn Nennesmo. I söder ligger bebyggda skogshöjder, vilka sträcker ner mot Bolmen och således in i Ås socken i söder.
Dravens naturreservat ingår i EU-nätverket Natura 2000 och delas med Ås socken i Gislaveds kommun och Bredaryds socken i Värnamo kommun.
År 1932 hade Reftele socken 1369 hektar åker samt 6118 hektar skogsmark.
Det har funnits hela fem sätesgårdar i socknen: Stora Segerstads säteri, Lilla Segerstads säteri, Väboholms säteri (Vä Ågård), Strands säteri och Ölmestads säteri.
I Ölmestad fanns Västbo härads tingsställe samt ett gästgiveri. Efter 1904 flyttades tingsstället till Reftele kyrkby.

## Fornminnen och historia
Förhistorikt har sjön Bolmen (Bolmenissjön) haft sitt utlopp åt nordväst och genom Reftele socken. Detta berodde på den olikformiga landhöjningen efter inlandsisens avsmältning. Efter en successiv överstjälpning mot söder upphörde dock avflödet mot norr och kom att ske genom nuvarande Bolmån.
Inom Reftele socken finns många gamla boplatser från stenåldern. Vidare finns i Väcklinge gravhögar från bronsåldern, vilka är av sydsvensk typ. Det finns även 16 gravfält, av vilka 13 höggravfält är från yngre järnåldern.
I söder låg tidigare Stora Segerstads lantmannaskola, numera Stora Segerstad och Värnamo naturbruksgymnasium. Vid Lillån fanns Skogfors bruk med mekanisk verkstad och kullagerfabrik.

## Befolkningsutveckling
Befolkningen ökade från 1 252 1810 till 1 854 1880 varefter den minskade till 1 754 år 1900. Därpå ökade folkmängden till 2 094 invånare 1950 då den var som högst under 1900-talet. Därefter minskade folkmängden på nytt till 1 998 1990.

## Namnet
År 1311 skrevs ecclesie Reptilæ. Detta har tolkats att innehålla ett ord som är släkt med raft = "grov käpp, stör". Efterledet är möjligen från fornsvenskans hughel eller hughle = "kulle".